# Jonathan Noyce

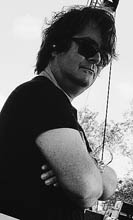
Jonathan Noyce in 2017

Jonathan Mark Thomas Noyce (Sutton Coldfield, Engeland, 15 juli 1971) is een Brits basgitarist en was lange tijd lid van de Britse progressieve rockband Jethro Tull. Noyce is blind aan één oog.
In 1990 ging hij naar Londen om te studeren aan The Royal Academy Of Music, waar hij zijn toelatingsexamen haalde door het spelen van klassieke percussie. Eenmaal toegelaten koos hij toch voor basgitaar in de jazz- en popmuziek. In deze periode ontmoette hij David Palmer (ex-bandlid van Jethro Tull), en werd de basgitarist bij een project van Palmer waar een orkest samen een band muziek van bekende progressieve rockbands speelde.
Ook speelde hij in de vroege jaren 90 als studiomuzikant voor bands als Take That en Atomic Kitten.
Noyce werd in 1994 door Willy Porter voorgesteld aan Martin Barre, die een basgitarist zocht voor zijn soloalbum The Meeting. Barre was erg onder de indruk en introduceerde hem aan Ian Anderson als mogelijke speler voor een solo-project, de Divinities-tour. Toen in 1995 Jethro Tulls voormalige bassist David Pegg aangaf terug te willen keren naar zijn oorspronkelijke band Fairport Convention werd Noyce de nieuwe basgitarist tot 2006.
"In 1995 rock land called and I joined the Jethro Tull who imprisoned me until my voice broke in 2006."
Sinds 2005 is hij de bassist voor Gary Moore en speelt hij zijn album Old New Ballads Blues, en sinds 2007 is hij bassist van Archive. Daarnaast is hij het soloproject CoolHunter gestart.
- International Standard Name Identifier: 0000 0003 7194 2110
- MusicBrainz: d1b05469-8012-4030-b47f-f5653d624ca9
- Nationale Bibliotheek van Tsjechië: xx0101448
- Virtual International Authority File: 285149294305180521683